# Presidentiële bibliotheek

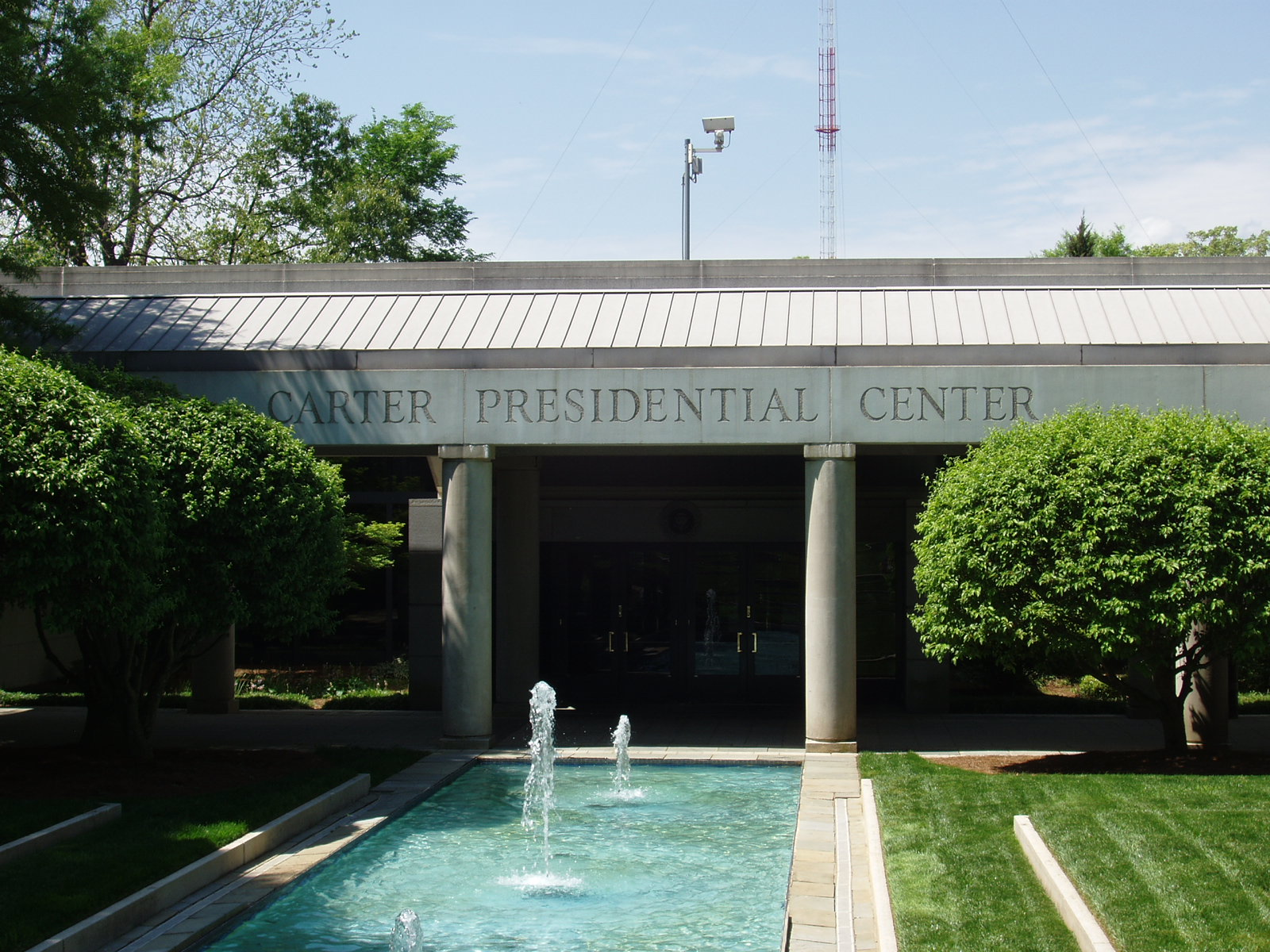
Jimmy Carter Presidential Library

Een presidentiële bibliotheek (Engels: presidential library) is in de Verenigde Staten een gebouw waar archiefmateriaal van een oud-president wordt opgeslagen. Meestal wordt zo'n bibliotheek meteen na het verstrijken van de laatste ambtstermijn van de betreffende president gesticht. Aan een presidentiële bibliotheek is vaak een museum verbonden, waar materiaal over de president en de tijd waarin hij regeerde zijn te bekijken.
Een presidentiële bibliotheek is meestal te vinden in de thuisstaat van de betrokkene. De presidenten Hoover, Truman, Eisenhower, Nixon, Reagan en Bush werden op het terrein van hun respectievelijke bibliotheek begraven.
De presidentiële bibliotheken worden onderhouden door het National Archives and Records Administration.

## Locaties van officiële presidentiële bibliotheken
Bibliotheken en gedenksites van voor de Presidential Libraries Act of 1955 beheerd door private organisaties, staten of geschiedkundige verenigingen:
- George Washington - Mount Vernon, Virginia
- John Adams - Quincy, Massachusetts
- Thomas Jefferson - Charlottesville, Virginia
- James Madison - Montpelier Station, Virginia (Presidential site zonder bibliotheek)
- James Monroe - Fredericksburg, Virginia
- John Quincy Adams - Quincy, Massachusetts
- Andrew Jackson - Nashville, Tennessee (Presidential site zonder bibliotheek)
- Martin Van Buren - Kinderhook, New York (Presidential site zonder bibliotheek)
- William Henry Harrison - Charles City, Virginia (Presidential site zonder bibliotheek)
- John Tyler - Charles City, Virginia (Presidential site zonder bibliotheek)
- James K. Polk - Columbia, Tennessee (Presidential site zonder bibliotheek)
- Zachary Taylor - Louisville, Kentucky (Presidential site zonder bibliotheek)
- Millard Fillmore - East Aurora, New York (Presidential site zonder bibliotheek)
- Franklin Pierce - Hillsborough, New Hampshire (Presidential site zonder bibliotheek)
- James Buchanan - Lancaster, Pennsylvania (Presidential site zonder bibliotheek)
- Abraham Lincoln - Springfield, Illinois
- Andrew Johnson - Tusculum, Tennessee
- Ulysses S. Grant - Starkville, Mississippi
- Rutherford B. Hayes - Fremont, Ohio
- James A. Garfield - Mentor, Ohio (Presidential site zonder bibliotheek)
- Chester A. Arthur - Fairfield, Vermont (Presidential site zonder bibliotheek)
- Grover Cleveland - Caldwell, New Jersey (Presidential site zonder bibliotheek)
- Benjamin Harrison - Indianapolis, Indiana (Presidential site zonder bibliotheek)
- William McKinley - Canton, Ohio
- Theodore Roosevelt - Manhattan (New York), New York (Presidential site zonder bibliotheek)
- William Howard Taft - Cincinnati, Ohio (Presidential site zonder bibliotheek)
- Woodrow Wilson - Staunton, Virginia
- Warren G. Harding - Marion, Ohio (Presidential site zonder bibliotheek)
- Calvin Coolidge - Northampton, Massachusetts

Bibliotheken opgericht in het kader de Presidential Libraries Act of 1955 worden beheerd door de National Archives and Records Administration:
- Herbert Hoover - West Branch, Iowa
- Franklin D. Roosevelt - Hyde Park, New York
- Harry S. Truman - Independence, Missouri
- Dwight D. Eisenhower - Abilene, Kansas (Dwight D. Eisenhower Presidential Library)
- John F. Kennedy - Boston, Massachusetts (John F. Kennedy Library)
- Lyndon B. Johnson - Austin, Texas (Lyndon Baines Johnson Library and Museum)
- Richard M. Nixon - Yorba Linda, Californië (Richard Nixon Presidential Library and Museum)
- Gerald R. Ford - Ann Arbor, Michigan
- Jimmy Carter - Atlanta, Georgia
- Ronald Reagan - Simi Valley, Californië (Ronald Reagan Presidential Library)
- George H.W. Bush - College Station, Texas
- Bill Clinton - Little Rock, Arkansas (Clinton Presidential Center)
- George W. Bush - Dallas, Texas (George W. Bush Presidential Library)
- Barack Obama - Chicago, Illinois (Barack Obama Presidential Center) (opening voorjaar 2026)